# BNP Paribas
BNP Paribas (Euronext: BNP

) er en fransk multinational bank- og finanskoncern med hovedsæde i Paris. I 2013 var det verdens fjerdestørste bankkoncern, målt på antal aktiver. Den blev etableret i år 2000 ved en fusion mellem Banque Nationale de Paris (BNP) og Paribas.
BNP Paribas slap forholdsvist godt gennem finanskrisen 2007-2010 med et resultat på 3 mia. € i 2008 og 5,8 mia. € i 2009, begge år var der gode intægter fra handel gennem CIB (virksomheds- og investeringsbankdelen). BNP Paribas har en høj kreditrangering og er rangeret A+ af S&P, A2 af Moody's og A+ af Fitch.
Virksomheden er en universel bank delt i tre strategiske forretningsområder: Privatkundebank, virksomheds & investeringbank og investeringsløsninger (som inkluderer portefølgeforvaltning, custodial banking og ejendomsservices).
BNP Paribas' fire hjemmemarkeder er Frankrig, Italien, Belgien og Luxembourg. Desuden drives omfattende privatbankkundeforretninger i USA, Polen, Tyrkiet, Ukraine og Nordafrika. Der drives investeringsbank i New York, London, Hongkong og Singapore. I Danmark er BNP Paribas tilstede gennem datterselskabet LaSer-koncernen, der driver Ekspres Bank som et datterselskab.

## Aktionærer
BNP Paribas' største aktionærer er:
- Frankrig (17 %)[7]
- Belgien (11,6 %)
- AXA - et forsikringselskab
- Kunder
- Medarbejdere
- General Mediterranean Holdings - en finanskoncern

## Markedsføring
BNP Paribas er en af de vigtigste sponsorer for tennisturneringen French Open. Desuden sponsoreres tennisturneringen BNP Paribas Open i Californien.

## Primære datterselskaber

### Privatkundebanker
- BNP Paribas France (mere end 2.200 afdelinger)
- Banque de Bretagne (Frankrig – Bretagne)
- BancWest (Bank of the West & First Hawaiian Bank i USA)
- BMCI (Marokko)
- BNP Paribas Egypt (Egypten)
- Banca Nazionale del Lavoro (BNL) (Italien)
- Turk Ekonomi Bankasi (TEB) (Tyrkiet)
- BNP Paribas Fortis (Belgien, Tyskland, Polen, Tyrkiet)
- BGL BNP Paribas (Luxembourg)
- Sahara Bank (Libyen)
- UkrSibbank (Ukraine)
- BCI Mer Rouge Djibouti
- Banque de Wallis-et-Futuna
- Banque Internationale pour le Commerce et l'Industrie du Sénégal (Senegal)

### Øvrige datterselskaber
- Alfred Berg
- Atisreal navneskifte til BNP Paribas Real Estate
- BNP Paribas Arbitrage
- BNP Paribas Assurances med Cardif, Pinnacle
- BNP Paribas Asset Management
- BNP Paribas Primebrokerag
- BNP Paribas Leasing Solutions[8] with Arval,[9] car leasing and Artegy

- BNP Paribas Securities Services
- BNP Paribas Wealth Management med Isinger de Beaufort, BNP Paribas Private Banking
- Cetelem
- LaSer UK med Galeries Lafayette
- CortalConsors
- FundQuest
- SBI Life Insurance Company Limited et joint venture forsikringsselskab med State Bank of India
- Geojit BNP Paribas
- L'Atelier
- Creation Consumer Finance[10]
- Lafayette Services[10]
- BNP Paribas Personal Investors Luxembourg Arkiveret 19. december 2014 hos  Wayback Machine
- SAIB-BNP Paribas Asset Management